# Stadion Krommedijk
El Stadion Krommedijk también llamado Matchoholic Stadion por razones de patrocinio, es un estadio de fútbol ubicado en la ciudad de Dordrecht, en la provincia de Holanda Meridional, en el sur de los Países Bajos. El estadio inaugurado en 1948, es utilizado por el club de fútbol FC Dordrecht para sus partidos en casa.
Por razones de patrocinio el estadio a adoptado los siguientes nombres, GN Bouw Stadion (1999–2014), Riwal Hoogwerkers Stadion (2014–2022) y Matchoholic Stadion desde 2022.

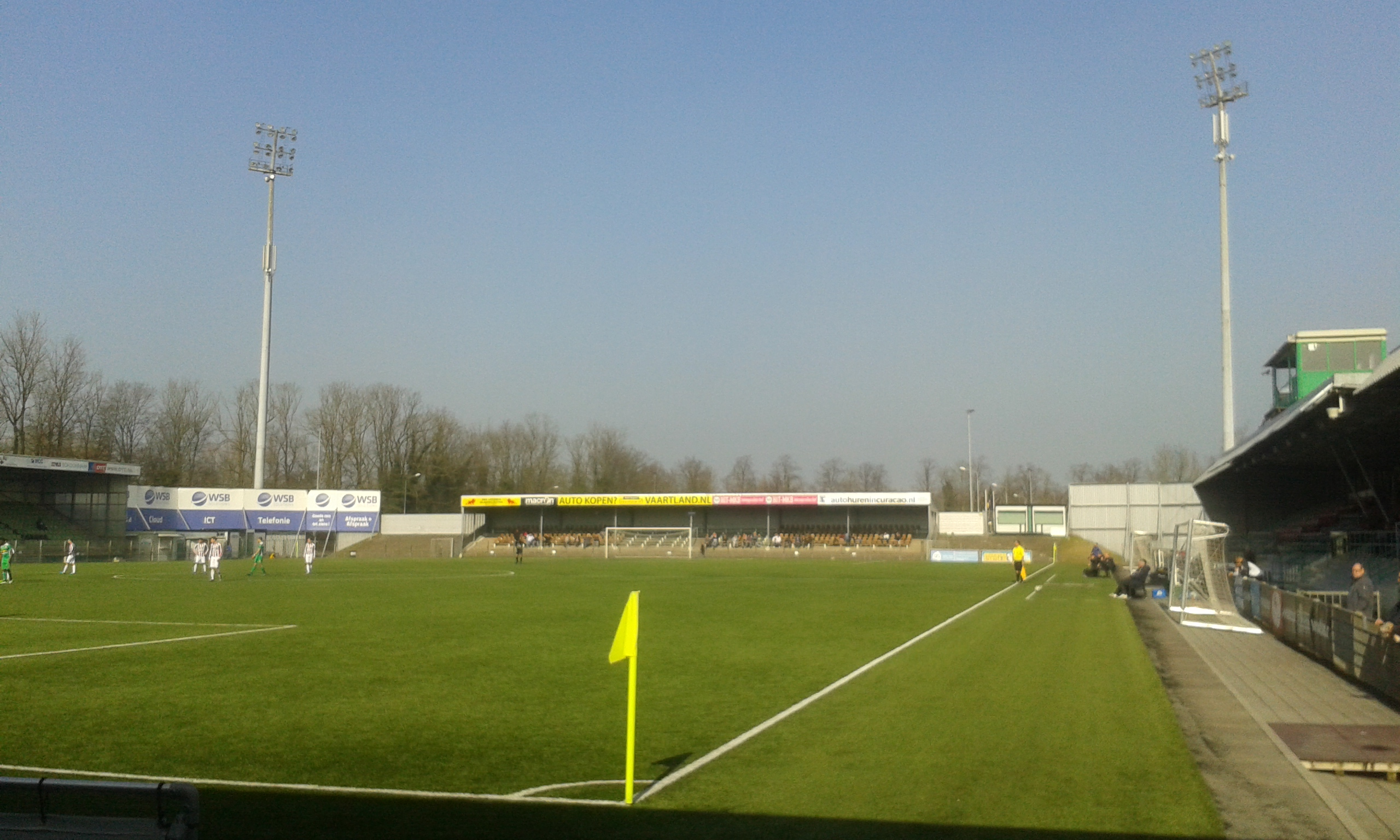